# Si me recuerdas
Si me recuerdas es el undécimo álbum de estudio grabado por Los Bukis, Fue lanzado al mercado por la empresa discográfica Fonovisa en 1988, y fue nominado para un Premio Grammy al mejor álbum mexico-americano.

## Lista de canciones
Todas las canciones escritas y compuestas por Marco Antonio Solís. 
| Si me recuerdas |                             |          |  |
| N.º             | Título                      | Duración |  |
| 1.              | «Si me recuerdas»           | 4:41     |  |
| 2.              | «Y ahora te vas»            | 4:02     |  |
| 3.              | «Te voy a amar»             | 3:35     |  |
| 4.              | «Consíguete un nuevo viejo» | 3:11     |  |
| 5.              | «Tus mentiras»              | 4:50     |  |
| 6.              | «Qué mala»                  | 3:23     |  |
| 7.              | «Cómo dejar de amarte»      | 3:25     |  |
| 8.              | «Si vieras cuanto»          | 3:30     |  |
| 9.              | «Adiós querida esposa»      | 4:03     |  |
| 10.             | «Felicito»                  | 4:43     |  |

## Rendimiento en listas
| Lista (1988)                  | Posición |
| ----------------------------- | -------- |
| US Billboard Latin Pop Albums | 6        |